# Brasiliens herrlandslag i fotboll
Brasiliens herrlandslag i fotboll, kallat seleção, representerar Brasilien i fotboll på herrsidan, och är världens framgångsrikaste landslag med fem VM-titlar, och har därutöver vunnit nio titlar i Copa América. Brasilien är även det enda landslag som deltagit i samtliga VM-turneringar samt det landslag Sverige mött flest gånger i VM. Brasilien vann OS-guld 2016, OS-silver 1984, 1988 och 2012 samt OS-brons 1996 och 2008.
Genom åren har den brasilianska fotbollen fått miljontals fans världen över på grund av sitt offensiva och tekniska spel. Jogo Bonito (det vackra spelet), i Sverige ofta kallat "sambafotboll", har blivit synonymt med finslipad teknik, klacksparkar och spektakulära frisparkar. Många av de främsta fotbollsspelarna genom tiderna har kommit från Brasilien, däribland Pelé, den spelare som enligt många experter är den bäste av dem alla.
Fotbollen är nationalsport i Brasilien. Intresset för landslaget är mycket stort och anses vara en av orsakerna till landslagets framgångar genom åren. Den genomsnittlige fotbollssupportern i Brasilien är kräsen. Man nöjer sig inte med segrar utan man vill också se offensivt och tekniskt spel. Man vill hellre ha jogo bonito och förlust än defensivt spel och en vinst med 1–0. Denna inställning anses ha hämmat landslaget under 1970- och 1980-talen när taktiken började få allt större betydelse och VM-segrarna uteblev. Man vann inte ett enda VM-guld på 24 år 1970–1994 och i början av 1990-talet började man spela mer "europeiskt".

## Historia

### Fotbollens barndom i Brasilien
Fotbollen kom till Brasilien i slutet av 1800-talet via framförallt brittiska sjömän. Den som först införde fotbollen i Brasilien var Charles Miller. Från början var sporten ett rent överklassnöje, oftast för studenter, och den stora majoriteten fattiga, varav många var slavättlingar, var utestängda. Utestängningen skedde med varierande metoder som till exempel fysiska och verbala hot, presskampanjer samt krav på läs- och skrivkunnighet, skolgång och anställningsbevis från vissa arbetsplatser. Det skulle dröja flera decennier innan färgade blev accepterade. Arthur Friedenreich var på 1910- och 1920-talen Brasiliens första fotbollsstjärna och som mulatt var han ej populär bland alla landsmän. Det är dock de färgade som anses ha bidragit mest till lekfullheten och tekniken i det som  kallas sambafotboll.
Det nationella förbundet CBF grundades 1914 och blev medlem i Fifa 1923. År 1919 vann Brasilien Sydamerikanska mästerskapet för första gången och Friedenrich var den stora stjärnan. Brasiliens första officiella landskamp förlorades med 0–3 till Argentina i Buenos Aires den 20 september 1914.
Professionell fotboll introducerades i början av 1930-talet. Redan nu var stora klassiska klubbar som Flamengo, Corinthians, Fluminense, Vasco Da Gama och Botafogo väl etablerade. Den nationella fotbollen har alltid präglats av dålig organisation. Det är remarkabelt att ett land där fotbollen är så viktig inte införde en nationell liga förrän på 1970-talet.

### 1938: På världsarenan

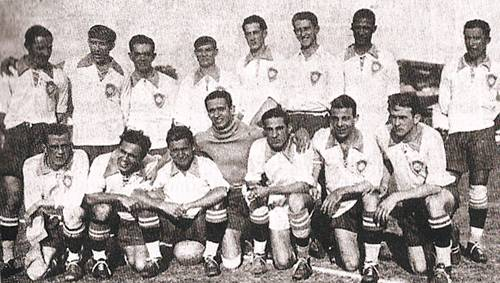
Brasilien - Mundial 1930.

Fram till 1930-talet fanns det flera konkurrerande förbund under CBF, vilket fick till följd att Brasilien inte skickade sitt bästa lag till de två första VM-turneringarna 1930 och 1934 där laget blev utslaget redan i gruppspelet respektive åttondelsfinalen. 1938 skickade Brasilien för första gången bästa möjliga lag till VM i Frankrike där laget vann VM-brons efter förlust med 1–2 mot blivande mästarna Italien i semifinalen och sedan vinst mot Sverige i bronsmatchen med 4–2. Lagets stora stjärna var Leônidas da Silva ("den svarta diamanten") som vann skytteligan på 8 mål och blev den förste brasilian som blev stor stjärna utomlands. da Silva blev också den förste som gjorde 4 mål i en VM-match (seger med 6–5 mot Polen). I semifinalen vilades emellertid da Silva, vilket (särskilt i efterhand) fick hård kritik.

### Förlust mot Uruguay 1950
Först 1950, 12 år senare, kom det fjärde VM-slutspelet att avgöras, då i Brasilien och förväntningarna på landslaget var enorma. När laguttagningen gjordes inför turneringen var den då 36-årige da Silva petad. När irritationen över detta lagt sig trodde många brasilianare att man skulle vinna VM med spelare som Zizinho och Ademir. Det gick också bra. Bl.a. besegrades blivande bronsmedaljörerna Sverige med 7–1. I sista matchen (denna turnering spelades ingen "riktig" final) mot Uruguay räckte det med oavgjort för att säkra guldet, men inför 200 000 åskådare på Maracanã i Rio de Janeiro skedde det oväntade: Uruguay vann med 2–1 trots att Brasilien tagit ledningen genom Friaça. I Brasilien rådde landssorg efter förlusten, där kallad Maracanazó. I efterhand har det kommit fram att förberedelserna inför Uruguaymatchen var miserabla.

### VM-guld 1958, 1962 och 1970

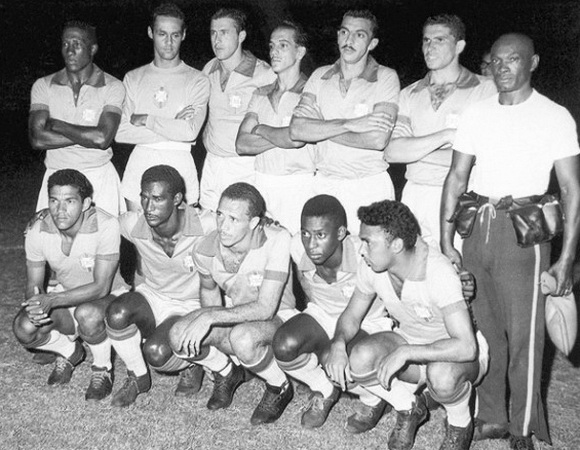
Brasiliens landslag 1959.

1954 nådde Brasilien kvartsfinal i VM i Schweiz där de förlorade mot Europas då bästa landslag, de obesegrade och blivande silvermedaljörerna Ungern. Inför följande VM i Sverige 1958 förberedde Brasilien sig mer noggrant än tidigare. Ingenting lämnades åt slumpen av tränaren Vicente Feola. Till exempel fick varje spelare genomgå psykologiska test för att se om de klarade av pressen och hade vinnarinstinkt. Två som enligt testet inte ansågs vara mogna för VM-spel var Pelé och Garrincha. Trots det kom de med i truppen men ingen av dem var ordinarie i turneringens inledning (Pelé var skadad i de två första matcherna). Brasilien och Sovjetunionen hade sina VM-läger i Hindås. Inget kunde stoppa Brasilien som stormade fram mot finalen där de vann mot värdlandet Sverige med 5–2 och tog sitt första VM-guld. Innan dess hade blivande bronsmedaljörerna Frankrike spelats ut i semifinalen (seger med 5–2) och kärleken till den brasilianska fotbollen från resten av världen hade fötts. Numera legendariska spelare som Garrincha, Didi och Nilton Santos hade blivit celebriteter i fotbollsvärlden och slutligen hade den då bara 17-årige Pelé fått sitt stora internationella genombrott med tre mål i semifinalen och två i finalen.
I följande VM i Chile 1962 försvarade Brasilien VM-titeln efter finalseger mot Tjeckoslovakien med 3–1. De stora segerorganisatörerna var Vavá och Garrincha som gjorde fyra mål var och kom på delad skytteligaseger. Pelé tvingades stiga åt sidan efter att blivit skadad under gruppspelet. Annars var stommen från guldlaget 1958 densamma. När Pelé skadade sig frågade sig många hur laget skulle klara sig utan världens bäste, men Pelés ersättare Amarildo gjorde ingen besviken och högeryttern Garrincha var bättre än någonsin. Guldet försvarades utan större problem.

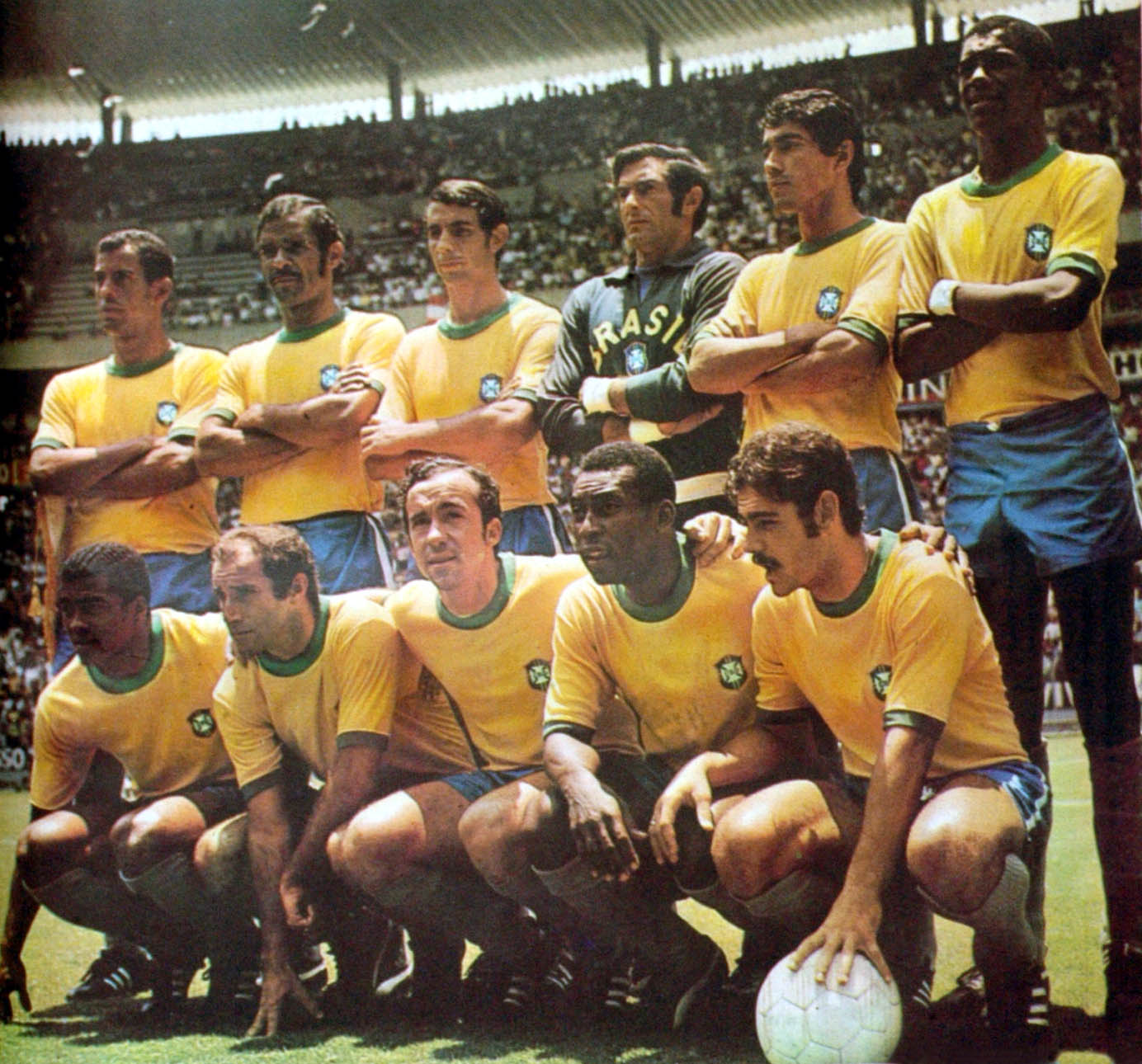
Brasilien 1970.

1966 drabbades Brasilien av ett överraskande bakslag då de blev utslagna redan i gruppspelet i VM i England. Pelé blev återigen skadad. Turneringen anses vara lågvattenmärket i landets VM-historia.
Inför följande VM i Mexiko 1970 var de mycket revanschsugna. Egentligen skulle Joao Saldanha ha varit tränare för laget men strax före turneringen byttes han ut mot Mario Zagallo som vunnit guld som spelare 1958 och 1962. Saldanha förespråkade typisk "brassefotboll", det vill säga full fart framåt och stort utrymme för tekniska finesser i spelet. Zagallo ändrade emellertid inte på lagets spelidé. Brasilien fick också revansch för fiaskot i England. Turneringen dominerades helt av Brasilien. Laget som vann VM 1970 anses vara Brasiliens bästa landslag genom tiderna och det bästa fotbollslaget alla kategorier. Pelé gjorde sitt fjärde VM-slutspel och ledde laget som innehöll andra stjärnor som Carlos Alberto, Tostão, Gerson, Roberto Rivelino och Jairzinho till en VM-seger genom vinst i samtliga matcher, bl.a. mot de regerande mästarna England i gruppspelet, och slutligen mot Italien i finalen med 4–1. Totalt gjorde Brasilien 19 mål på 6 matcher och Jairzinho nätade i samtliga matcher, totalt 7 mål. Pelé blev den förste och hittills ende spelare som blivit världsmästare tre gånger och Zagallo blev den förste som blev mästare som både spelare och tränare. Slutligen fick Coupe Jules Rimet behållas för gott eftersom laget var det första som vunnit tre VM. Värt att nämnas är också, att Sverige besegrade Brasilien med 1–0 på Råsunda 1973 under den världsturné Brasilien som regerande världsmästare gjorde efter att slutgiltigt ha tagit hem Coupe Jules Rimet. Denna turné, kallad World Champions Coupe Jules Rimet Tour, pågick i form av vänskapsmatcher mellan VM 1970 och VM 1974.
Brasilien kvalificerade sig automatiskt som regerande världsmästare till VM 1974 i Västtyskland. I första matchen i Frankfurt spelade Brasilien 0–0 mot Jugoslavien. I nästa match mötte Brasilien Skottland i Frankfurt. Brasilien drog på sig två gula kort och Zagallo bytte ut Leivinha i 65:e minuten men det blev ändå mållöst. Sedan tvingades Brasilien slå Zaire i Gelsenkirchen. Brasilien kunde vinna matchen med 3–0 efter mål av Jairzinho, Rivelino och Valdomiro. Brasilien tog den andra biljetten till andra gruppspelet där det blev vinster med 1–0 mot Östtyskland samt 2–1 mot Argentina och sedan förlust med 0–2 mot Nederländerna, som gick till final medan Brasilien fick spela bronsmatch där Polen vann med 1–0. I följande VM i Argentina 1978 nådde laget återigen bronsmatch där de vann mot Italien med 2–1.

### Svacka och VM-guld 1994 och 2002
Efter två med brasilianska mått relativt skrala resultat i VM 1974 och 1978 kom Brasilien återigen med ett superlag till VM i Spanien 1982. Tränaren Telê Santana förespråkade mycket offensiv fotboll och med spelare som Zico (den "vite Pelé"), mittfältsgiganterna Sócrates och Falcao, hårdskjutande Éder Aleixo de Assis med flera bjöd laget på riktig sambafotboll. Laget gick igenom första gruppspelet med målkvoten 10–2 och efter seger med 3–1 mot Maradonas Argentina i den första matchen i andra gruppspelet trodde alla experter att inget lag skulle kunna slå dem. Men så var inte fallet. Italien, som i matchen före besegrat Argentina, slog Brasilien med 3–2 i vad som betraktas som den kanske bästa matchen i VM-historien. Brasiliens inställning till försvarsspelet anses ha varit en av orsakerna till nederlaget. Ett lag som högprioriterade offensiven var sårbart mot de försvarsstarka och kontringsskickliga italienarna. Likväl var Italiens seger en sensation. Brasilien blev utslaget; oavgjort hade räckt för att föra Brasilien till semifinal. Men med sitt spel anses ändå 1982 års upplaga av Selecao vara ett av de bästa fotbollslag som någonsin funnits. I Brasilien blev laget ett av de mest älskade någonsin. Laget vann visserligen inte ens en medalj men man hade bjudit världen på äkta Jogo bonito.
1986 var VM tillbaka i Mexiko och stommen från laget 1982 var i stort sett intakt. Zico hade emellertid varit skadad och kunde inte göra sig själv rättvisa. Laget bjöd återigen på mycket bra spel även om man aldrig nådde samma höjder som 1982. Laget tog sig emellertid utan nämnvärda problem fram till kvartsfinal där blivande bronsmedaljörerna, Michel Platinis Frankrike, blev för svåra. I en match som enligt många är en av de bästa i VM-historien vann fransmännen efter straffsparksläggning (1–1 full tid) och Brasilien var återigen utslaget.
VM 1990 i Italien blev ett misslyckande där Brasilien förlorade redan i åttondelsfinalen mot ärkerivalen och blivande finalisterna Argentina. I följande VM 1994 i USA tog Brasilien sig slutligen tillbaka till fotbollstronen. Brasilien hade nu delvis ändrat sin taktik och blandade in mer taktik och tuffhet tillsammans med tekniken och samban. Klassiska spelartyper som skyttekungen Romário kompanjerades av slitvargar som Dunga och Mauro Silva i 1994 års lag. Laget mötte blivande bronsmedaljörerna Sverige två gånger under turneringen, i gruppspelet där matchen slutade 1–1 och i semifinalen där Brasilien vann med 1–0, och ställdes mot Italien i finalen som slutade 0–0 efter förlängning och var den första finalen någonsin som avgjordes genom straffsparksläggning där Brasilien vann.
Visserligen var laget världsmästare igen för första gången på 24 år men i Brasilien är det det minst omtyckta av de lag som vunnit VM. Den primära orsaken till det är den nya taktiken där finliret till stor del fått stiga åt sidan till förmån för ett välorganiserat försvarsspel och ett väloljat kollektiv där lagkaptenen Dunga symboliserade det "nya" Brasilien. Trots att Romário och hans lag blev världsmästare är ändå 1982 års lag mycket populärare bland gemene man i Brasilien. Brasilien hade visserligen inte vunnit VM men de hade bjudit världen på Jogo Bonito, vilket inte ansågs varit fallet med 1994 års lag. 
Förändringen av det brasilianska spelet var en anpassning till att världsfotbollen hade förändrats i en riktning som gjorde att det inte längre gick att bara inrikta sig på offensiven. Trots storartat spel vann man ju ändå inte 1982 och 1986, vilket säkert var viktiga orsaker till nytänkandet. Likväl ser fortfarande många brasilianare hellre att man bjuder på frejdig anfallsfotboll och förlorar med 4–5 än ett defensivt spel där man gnetar till sig en 1–0-seger. Många i Brasilien är oroade över att man anpassat sig för mycket till det europeiska spelet där man menar att den individuella skickligheten ofta får stå tillbaka för kollektivet.
I första matchen i VM 1998 i Frankrike vann Brasilien mot Skottland med bara 2–1 (1–1) efter ett skotskt självmål. I andra matchen besegrades Marocko med 3–0. I tredje matchen förlorade Brasilien överraskande med 1–2 (0–0) mot Norge. Sedan besegrades Chile med 4–1 i åttondelsfinalen och Danmark med 3–2 i kvartsfinalen, i en av VM:s bästa matcher. I semifinalen mot Nederländerna vann Brasilien med 4–2 efter straffsparksläggning sedan Cocu och R. de Boer från Nederländerna bränt sina straffsparkar men i finalen förlorade Brasilien tungt mot Frankrike med 0–3.
Under VM-kvalet till turneringen 2002 hade Brasilien stora problem och var länge nära att ej kvalificera sig. Under kvalspelet användes tre tränare. Inför turneringens start hörde Brasilien inte till favoriterna. Väl i slutspelet föll alla pusselbitar på plats under ledning av den nye tränaren Luiz Felipe Scolari. En skadeförföljd Ronaldo Luís Nazário de Lima blev skyttekung med 8 mål med stor hjälp av Rivaldo (världens bäste 1999) och Ronaldinho (världens bäste 2005) vilka tillsammans utgjorde trion "Tre R". I finalen mötte Brasilien för första gången i VM Tyskland och vann med 2–0, båda målen av Ronaldo. Lagkaptenen Cafu, som ersatte skadade Émerson, fick äran att lyfta VM-pokalen.

### 2003: Confederations Cup
Vinsten i VM gav en plats i Fifa Confederations Cup 2003. Brasilien hamnade i grupp B med blivande finalisterna Kamerun, USA och blivande bronsmedaljörerna Turkiet. I första matchen mot Kamerun förlorade Brasilien med 0–1 efter mål i slutet av Samuel Eto'o. I andra matchen mötte man USA och Adriano blev hjälte för Brasilien efter ha gjort matchens enda mål. Nästa match mot Turkiet blev spännande. Efter Adrianos mål i 23:e minuten kvitterade Turkiets Gökdeniz Karadeniz till 1–1 i 53:e minuten. Okan Yilmaz gjorde sedan 1–2 till Turkiet i 81:a minuten. Ronaldinho blev utvisad på övertid men Alex räddade en poäng till Brasilien genom att göra 2–2. Resultatet räckte inte och Brasilien åkte ut.

### Misslyckanden i VM 2006–2018

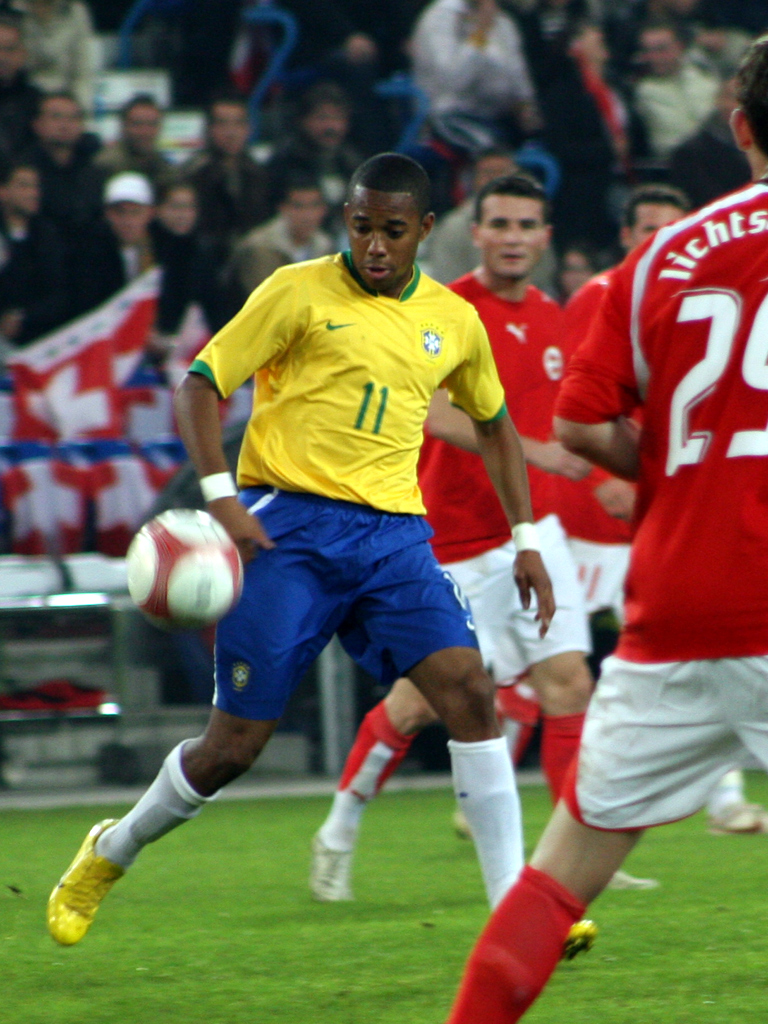
Robinho 2006.

Inför VM 2006 i Tyskland var förväntningarna på laget skyhöga hos såväl brasilianare som fans runt om i världen. Med megastjärnan Ronaldinho och andra världsspelare som Ronaldo, Kaká, Robinho, Roberto Carlos och Juninho Pernambucano ansågs tränaren Carlos Alberto Parreira av många förfoga över ett nästan oslagbart lag. Följaktligen var man klara favoriter att vinna VM och laget förväntades spela sambafotboll av högsta klass. I kvartsfinalen blev dock blivande finalisterna Frankrike återigen för svåra som anförda av Zinedine Zidane vann med 1–0 efter att Brasilien knappt haft ett skott på mål under hela matchen. Fram till dess hade Brasilien vunnit samtliga matcher men utan att imponera. Av den utlovade sambafotbollen syntes inte mycket under turneringen och lagets alla stjärnor inklusive Ronaldinho anses ha underpresterat. Att åka ut i kvartsfinal med ett lag som i förhand ansågs vara ett av de bästa brasilianska lagen någonsin blev en jättebesvikelse och laget sågs som det lag som låg bakom den kanske största motgången för Brasilien sedan förlusten mot Uruguay 1950.

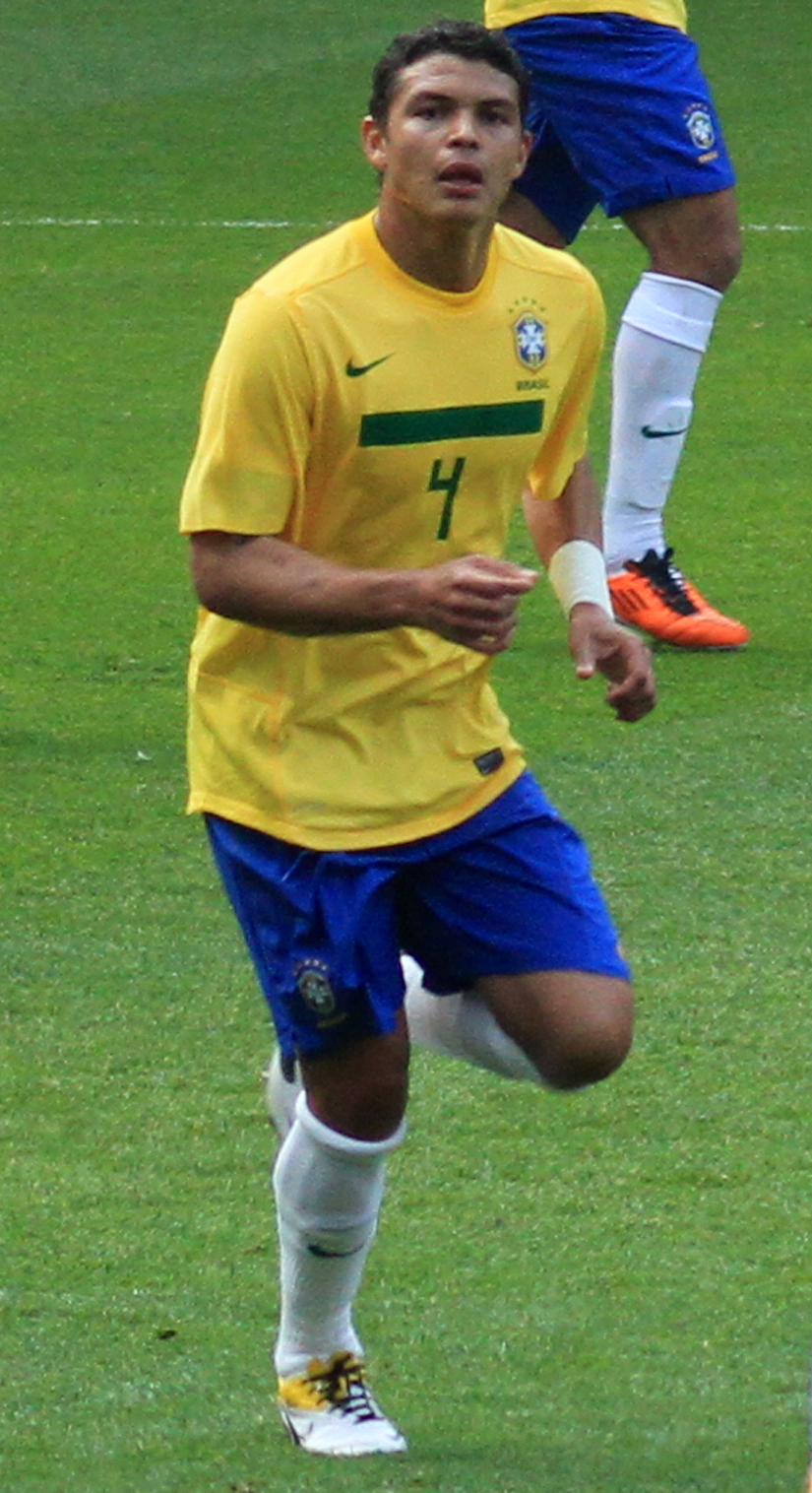
Thiago Silva 2011.

Inför följande VM 2010 i Sydafrika sågs Brasilien som vanligt som en favorit. Efter att ha vunnit den Sydamerikanska kvalgruppen (bland annat slogs Argentina med 3–1 i kvalet) tog förbundskapten Dunga ett något otippat lag till VM då han utelämnade flera spelare som nyligen gjort bra ifrån sig i ligaspel. Ingen av superstjärnorna Ronaldo Luís Nazário de Lima, Ronaldinho och Roberto Carlos fick plats; Ronaldinho var dock uttagen som reserv. I turneringen vann de "Dödens grupp" med Portugal, Elfenbenskusten och Nordkorea. I åttondelsfinalen slog Brasilien ut ett offensivt Chile med 3–0 men i kvartsfinalen mot Nederländerna där Robinho satte 1–0 till Brasilien redan efter knappt 10 minuter förlorade Brasilien med 1–2 sedan Nederländerna först kvitterade efter knappa timmen spelad av matchen genom ett inlägg som den brasilianska målvakten Júlio César gick ut för att boxa bort, men efter dålig kommunikation med backen Felipe Melo krockade de och bollen styrdes in i eget mål via Felipe Melo och sedan fick Nederländarna ny energi av målet och ungefär en kvart senare gjorde de 2–1 efter hörna. Brasilianarna fick inte till så många kvitteringschanser, mycket eftersom Melo fått rött kort och utvisats bara några minuter efter Nederländernas ledningsmål och liksom föregående VM 2006 var förlust i kvartsfinal ett faktum.

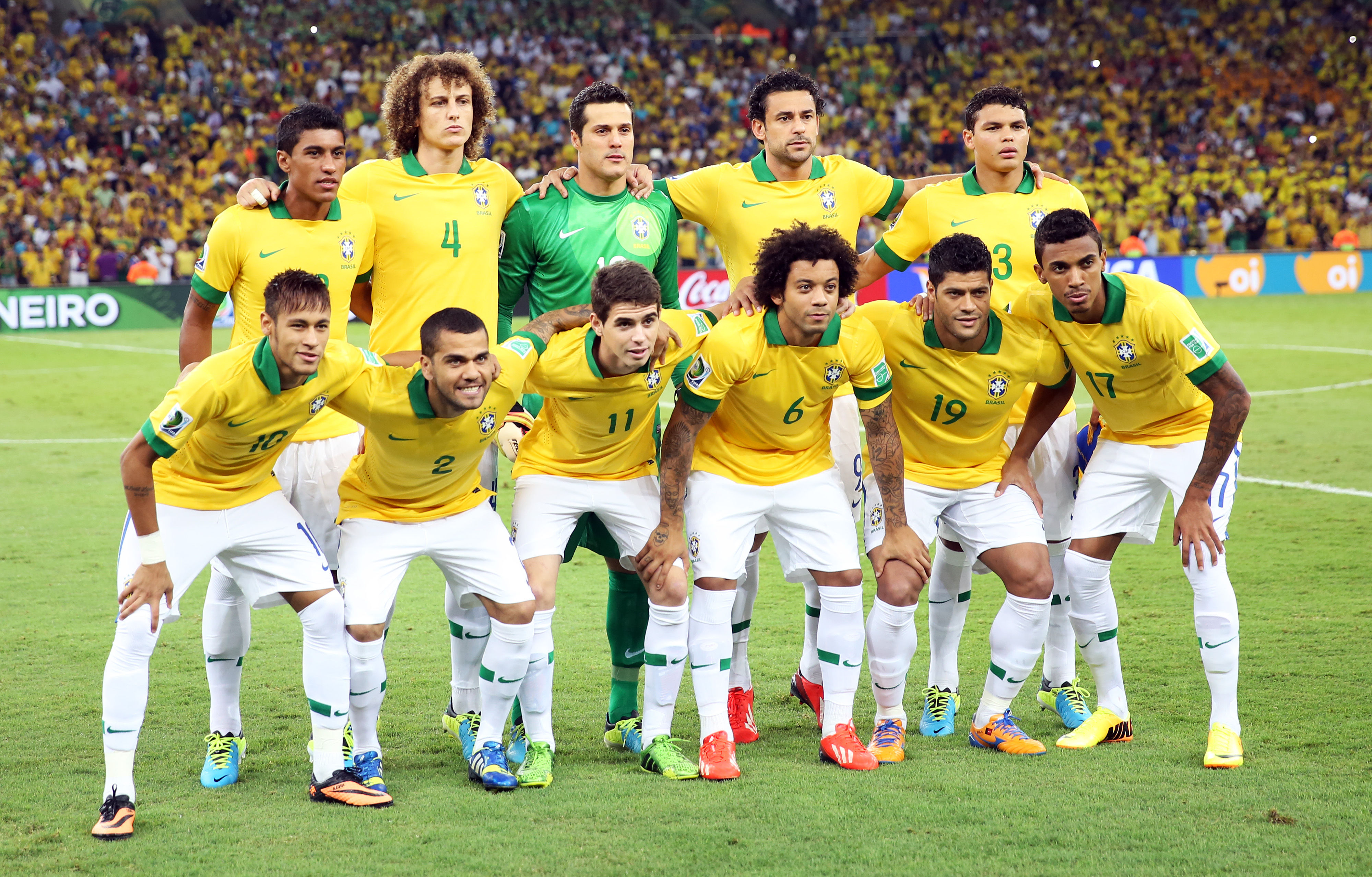
Brasilien vid Fifa Confederations Cup 2013.

2014 arrangerade Brasilien VM för andra gången och många på hemmaplan förväntade sig ett sjätte VM-guld som skulle hjälpa till att utradera minnena av VM-förlusten på hemmaplan mot Uruguay knappt 64 år tidigare. Den stora stjärnan i laget var Neymar (lagets nummer 10) som förväntades leda Brasilien till sitt sjätte VM-guld. Farhågor fanns dock, hos åtminstone vissa experter, att offensiven var alltför beroende av att Neymar levde upp till förväntningarna. Centern Fred, Paulinho och Ramires var tre andra förväntade nyckelspelare. Kritik riktades mot att förbundskapten Luiz Felipe Scolari valde Júlio César som förstamålvakt.
12 juni 2014 inledde Brasilien gruppspelet mot Kroatien som besegrades med 3–1. Den andra matchen mot Mexiko slutade 0–0. I sista gruppspelsmatchen besegrades Kamerun med 4–1.
Sammantaget hade Brasilien inte imponerat under gruppspelet. I åttondelsfinalen var laget nära att förlora mot Chile men vann till slut efter straffsparksläggning. I kvartsfinalen besegrades Colombia med 2–1 efter stundtals mediokert spel. Segern blev också dyrköpt eftersom Neymar fick en fraktur i en ryggkota och missade resten av VM. Lagkaptenen Thiago Emiliano da Silva drog också på sig en varning och var därmed avstängd inför semifinalen där Brasilien mötte blivande världsmästarna Tyskland liksom i VM-finalen 2002. Stor oro fanns över hur man skulle klara sig utan Neymar och Thiago Silva men många var ändå övertygade om brasiliansk seger innan Tyskland emellertid visade sig vara det överlägsna laget efter ett tidigt ledningsmål av Thomas Müller vid hörna följt av fyra mål under endast sex minuter i mitten av första halvlek, däribland Toni Kroos 3–0- och 4–0-mål som kom med endast knappt 70 sekunders mellanrum. Till slut vann Tyskland matchen med hela 7–1, Brasiliens största förlust någonsin i VM och den största segermarginalen i en utslagsmatch i VM sedan Sverige 1938 besegrade Kuba med 8–0. Matchen är mer känd som Mineirazo. Brasilien slutade slutligen på fjärde plats efter förlust med 0-3 mot Nederländerna i bronsmatchen.
I följande VM 2018 i Ryssland nådde Brasilien kvartsfinal där de förlorade med 1–2 mot Belgien efter bl.a. ett självmål av Fernando Luiz Roza vid belgisk hörna i den 13:e minuten.

## Brasiliens resultat i samtliga VM-turneringar
- VM 1930 i Uruguay – utslagna i gruppspelet
- VM 1934 i Italien – utslagna i första matchen (åttondelsfinal)[a]
- VM 1938 i Frankrike –  brons[a]
- VM 1950 i Brasilien –  silver
- VM 1954 i Schweiz – kvartsfinal
- VM 1958 i Sverige –  guld
- VM 1962 i Chile –  guld
- VM 1966 i England – utslagna i gruppspelet
- VM 1970 i Mexiko –  guld
- VM 1974 i Västtyskland – fjärde plats
- VM 1978 i Argentina –  brons
- VM 1982 i Spanien – utslagna i andra gruppspelet
- VM 1986 i Mexiko – kvartsfinal
- VM 1990 i Italien – åttondelsfinal
- VM 1994 i USA –  guld
- VM 1998 i Frankrike –  silver
- VM 2002 i Japan och Sydkorea –  guld
- VM 2006 i Tyskland – kvartsfinal
- VM 2010 i Sydafrika – kvartsfinal
- VM 2014 i Brasilien – fjärde plats
- VM 2018 i Ryssland – kvartsfinal
- VM 2022 i Qatar – kvartsfinal

## Sambafotboll
Begreppet sambafotboll används ofta i samband med Brasiliens herrlandslag i fotboll. Uttrycket syftar på att spela vackert, det vill säga att med diverse finter och tricks lura sin motståndare. De flesta sambaspelarna är från Brasilien men på senare år har fler från andra nationer dykt upp. Svenska spelare som kan nämnas är Nacka Skoglund, Roger Magnusson och Zlatan Ibrahimović. Några kända sambaspelare är Ronaldinho, Ronaldo, Robinho, Cristiano Ronaldo (från Portugal), Pelé och Romário.

## Spelare

### Nuvarande trupp
Följande 26 spelare var uttagna till Världsmästerskapet i fotboll 2022.
Antalet landskamper och mål är korrekta per den 24 november 2022 efter matchen mot Serbien.
| Nr | Pos. | Namn               | Födelsedatum (ålder) | Matcher | Mål |              | Klubb               |
| -- | ---- | ------------------ | -------------------- | ------- | --- | ------------ | ------------------- |
| 1  | MV   | Alisson            | 2 oktober 1992       | 58      | 0   | England      | Liverpool           |
| 12 | MV   | Weverton           | 13 december 1987     | 8       | 0   | Brasilien    | Palmeiras           |
| 23 | MV   | Ederson            | 17 augusti 1993      | 18      | 0   | England      | Manchester City     |
|    |      |                    |                      |         |     |              |                     |
| 2  | F    | Danilo             | 15 juli 1991         | 47      | 1   | Italien      | Juventus            |
| 3  | F    | Thiago Silva       | 22 september 1984    | 110     | 7   | England      | Chelsea             |
| 4  | F    | Marquinhos         | 14 maj 1994          | 72      | 5   | Frankrike    | Paris Saint-Germain |
| 6  | F    | Alex Sandro        | 26 januari 1991      | 38      | 2   | Italien      | Juventus            |
| 13 | F    | Dani Alves         | 6 maj 1983           | 124     | 8   | Mexiko       | UNAM                |
| 14 | F    | Éder Militão       | 18 januari 1998      | 23      | 1   | Spanien      | Real Madrid         |
| 16 | F    | Alex Telles        | 15 december 1992     | 8       | 0   | Spanien      | Sevilla             |
| 24 | F    | Bremer             | 18 mars 1997         | 1       | 0   | Italien      | Juventus            |
|    |      |                    |                      |         |     |              |                     |
| 5  | MF   | Casemiro           | 23 oktober 1993      | 66      | 5   | England      | Manchester United   |
| 7  | MF   | Lucas Paquetá      | 27 augusti 1997      | 36      | 7   | England      | West Ham            |
| 8  | MF   | Fred               | 5 mars 1993          | 29      | 0   | England      | Manchester United   |
| 15 | MF   | Fabinho            | 23 oktober 1993      | 28      | 0   | England      | Liverpool           |
| 17 | MF   | Bruno Guimarães    | 16 november 1997     | 8       | 1   | England      | Newcastle United    |
| 22 | MF   | Everton Ribeiro    | 10 april 1989        | 21      | 3   | Brasilien    | Flamengo            |
|    |      |                    |                      |         |     |              |                     |
|    | A    | Richarlison        | 10 maj 1997          | 39      | 19  | England      | Tottenham           |
| 10 | A    | Neymar             | 5 februari 1992      | 122     | 75  | Saudiarabien | Al-Hilal            |
| 11 | A    | Raphinha           | 14 december 1996     | 12      | 2   | Spanien      | Barcelona           |
|    | A    | Gabriel Jesus      | 3 april 1997         | 57      | 19  | England      | Arsenal             |
|    | A    | Antony             | 24 februari 2000     | 12      | 2   | England      | Manchester United   |
| 20 | A    | Vinícius Júnior    | 12 juli 2000         | 17      | 1   | Spanien      | Real Madrid         |
| 21 | A    | Rodrygo            | 9 januari 2001       | 8       | 1   | Spanien      | Real Madrid         |
| 25 | A    | Pedro              | 20 juni 1997         | 2       | 1   | Brasilien    | Flamengo            |
|    | A    | Gabriel Martinelli | 18 juni 2001         | 4       | 0   | England      | Arsenal             |

### Kända spelare i det brasilianska landslaget
(Debutår inom parentes)
- 1940-talet: Zizinho (1942), Ademir (1945), Nílton Santos (1949)
- 1950-talet: Didí (1952), Djalma Santos (1952), Gilmar (1953), Garrincha (1955), Vavá (1955), Pelé (1957)
- 1960-talet: Gérson (1961), Carlos Alberto (1964), Jairzinho (1963), Rivelino (1965), Tostão (1966), Clodoaldo (1969)
- 1970-talet: Émerson Leão (1970), Zico (1971), Falcão (1976), Júnior (1979), Sócrates (1979)
- 1980-talet: Careca (1982), Dunga (1982), Bebeto (1985), Branco (1985), Romário (1987), Claudio Taffarel (1987), Aldair (1989)
- 1990-talet: Cafu (1990), Roberto Carlos (1992), César Sampaio (1993), Rivaldo (1993), Ronaldo (1994), Dida (1995), Juninho (1995), Zé Roberto (1995), Emerson (1997), Ronaldinho (1999), Roque Júnior (1999)
- 2000-talet: Adriano (2000), Edmílson (2000), Lúcio (2000), Juan (2001), Júlio Baptista (2001), Gilberto Silva (2001), Juliano Belletti (2001), Kaká (2002), Júlio César (2003), Maicon (2003), Elano (2004), Robinho (2005), Dani Alves (2006), Marcelo (2006), Alexandre Pato (2008), Thiago Silva (2008) Hulk (2009)
- 2010-talet: Philippe Coutinho (2010), David Luiz (2010), Neymar (2010)

## Förbundskaptener i urval
- Vicente Feola (1958–1960)
- Aymoré Moreira (1961–1963)
- Vicente Feola (1964–1966)
- Aymoré Moreira (1967–1968)
- João Saldanha (1969–1970)
- Mário Zagallo (1970–1974)
- Osvaldo Brandão (1975–1977)
- Cláudio Coutinho (1977–1979)
- Telê Santana (1980–1982)
- Telê Santana (1985–1986)
- Carlos Alberto Silva (1987–1988)
- Sebastião Lazaroni (1989–1990)
- Falcão (1990–1991)
- Carlos Alberto Parreira (1991–1994)
- Mário Zagallo (1994–1998)
- Vanderlei Luxemburgo (1998–2000)
- Emerson Leão (2001)
- Luiz Felipe Scolari (2001–2002)
- Carlos Alberto Parreira (2003–2006)
- Dunga (2006–2010)
- Mano Menezes (2010–2012)
- Luiz Felipe Scolari (2013–2014)
- Dunga (2014–2016)
- Tite (2016–)

## Lagkaptener
- VM 1930 – ?
- VM 1934 – ?
- VM 1938 – ?
- VM 1950 – Augusto
- VM 1954 – Bauer
- VM 1958 – Hilderaldo Bellini
- VM 1962 – Mauro Ramos
- VM 1966 – Hilderaldo Bellini
- VM 1970 – Carlos Alberto
- VM 1974 – Wilson Piazza
- VM 1978 – Rivelino
- VM 1982 – Sócrates
- VM 1986 – Edinho
- VM 1990 – Ricardo Gomes
- VM 1994 – Dunga
- VM 1998 – Dunga
- VM 2002 – Cafu
- VM 2006 – Cafu
- VM 2010 – Lúcio
- VM 2014 – Thiago Silva
- VM 2018 – Marcelo